# MoneyGram
MoneyGram International, Inc. ist ein US-amerikanisches, börsennotiertes (Kennung MGI) Finanzunternehmen mit Sitz im texanischen Dallas. Moneygram ist der zweitgrößte Anbieter von Auslandsüberweisungen der Welt. Das Unternehmen ist in über 200 Staaten mit 347.000 Verkaufsstellen vertreten.

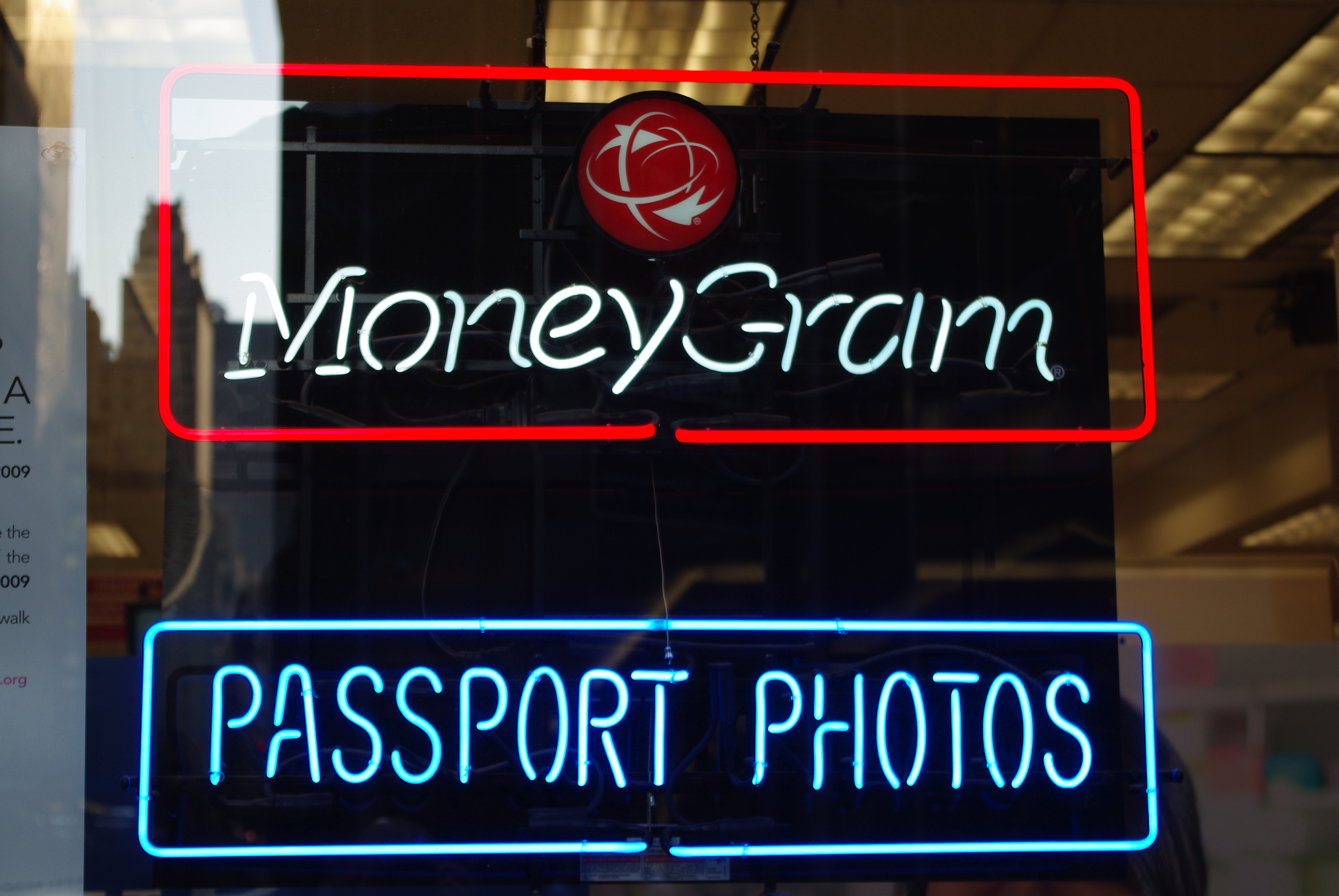
Einzelhandelsgeschäft wirbt als MoneyGram Agent

## Geschichte
MoneyGram International, Inc. wurde nach der Geschäftszusammenführung von Travelers Express und Integrated Payment Systems Inc.  gegründet. Ursprünglich wurde Moneygram als Tochtergesellschaft der Integrated Payment Systems gegründet. MoneyGram Payment Systems Inc. gründete MoneyGram International Ltd. in 1997. Damals besaß MoneyGram Payment Systems Inc. 51 Prozent des Unternehmens, während die anderen 49 Prozent zu Thomas Cook Group gehörten. April 1998 erwarb Viad Moneygram Payment Systems Inc. für 287 Millionen US-Dollar. Moneygram wurde von Viads Travelers Express in Minneapolis, Minnesota aufgenommen. Ende 1990 hatte MoneyGram Payment Systems Kunden in über 22.000 Standorten in 100 Staaten.
2003 gewann Travelers Express Volleigentum über das MoneyGram Netzwerk. Travelers Express wurde ein unabhängiges Unternehmen. Januar 2004 wurde Travelers Express auf MoneyGram International Inc. umbenannt. Im Juni 2004 wurde Moneygram ein börsennotiertes Einzelunternehmen. Anfang 2006 hatte das Unternehmen mehr als 96.000 Internationale Agenten in Regionen wie die Asien-Pazifik, Osteuropa und Lateinamerika. Januar 2009 wurde Pamela Patsley Vorsitzender und CEO des Unternehmens. Im November 2010 wurde Dallas MoneyGrams globaler Hauptsitz. Das Unternehmen unterhält globale Operationen und Informationstechnologiezentren in Minneapolis, Minnesota.
Das chinesische Unternehmen Ant Financial Services Group (Betreiber von Alipay) wollte MoneyGram übernehmen; der Kauf wurde jedoch 2018 von der US-Behörde CFIUS nicht genehmigt.

## Deutschland
In Deutschland sind in allen größeren Städten Filialen zu finden, die meistens von Kleingewerbetreibenden geführt werden. Das Unternehmen unterliegt der Kontrolle der FCA. In Deutschland besteht eine Ausweispflicht zur Durchführung von Geldtransfers. MoneyGram ist ein Finanzdienstleister, jedoch keine in Deutschland zugelassene Bank.

## Geldüberweisung
Über eine MoneyGram-Filiale kann durch Einzahlung in einer Filiale ein Geldbetrag zwischen zwei Personen transferiert werden. Der Einzahler erhält hierbei eine Referenznummer. Der Empfänger kann sich – nachdem ihm die Referenznummer vom Einzahler übermittelt wurde – den für ihn bestimmten Geldbetrag nahezu verzögerungsfrei in einer Filiale an seinem Aufenthaltsort auszahlen lassen. Einzahler und Empfänger müssen sich ausweisen. Die Grundidee dabei ist, Personen, die kein eigenes Girokonto haben, den bargeldlosen Zahlungsverkehr zu ermöglichen. Diese Geldtransfers werden besonders für Rücküberweisungen von Migranten genutzt. Zahlreiche Kritiker werfen diesem System vor, unter anderem den Terrorismus zu finanzieren.

## Alternative Angebote
- Western Union
- Hawala